# ميريام ديكسون
ميريام ديكسون (بالإنجليزية: Miriam Dixson)‏ هي مؤرخة أسترالية، ولدت في 1930 في ملبورن في أستراليا.

## وصلات خارجية
- ميريام ديكسون على موقع الموسوعة البريطانية (الإنجليزية)